# Moses Pitakaka
Moses Pitakaka (24 de enero de 1945 – 25 de diciembre de 2011) fue un político de las Islas Salomón.
Fue gobernador general del país del 7 de julio de 1994 al 7 de julio de 1999, siendo nombrado por la Reina Isabel II tras una votación del Parlamento Nacional que lo designó para el cargo. Durante su mandato, hubo tres Primeros Ministros: Francis Billy Hilly, Solomon Mamaloni y Bartholomew Ulufa'alu. En 1999 intentó ser reelegido pero en la votación sólo recibió dos votos frente a los veinticinco de John Lapli.